# Guan Daosheng
Guan Daosheng (管道昇T, Guǎn DàoshēngP, zi: 仲姬T, ZhòngjīP, 瑤姬T, YáojīP; Huzhou, 1262 – 1319) è stata una pittrice e poetessa cinese, attiva durante i primi anni dell'epoca Yuan.
È considerata "la più famosa pittrice nella storia cinese, ricordata non solo come una donna di talento, ma anche come una figura di spicco nella storia della pittura di bambù."

## Biografia
Guan Daosheng nacque a Huzhou e fu la moglie di Zhao Mengfu, un rinomato funzionario e pittore spesso considerato il più grande artista dei primi Yuan. Probabilmente discendente dell'alto funzionario Wu Xing Guan Zhong, fu ben istruita durante la sua giovinezza, crebbe nelle terre ancestrali della sua famiglia, soprannominata "Il Posatoio del Leader apprezzato."
Guan e Zhao si sposarono nel 1286 e si stabilirono a Wuxing "coll'acquisto d'una casa di città con giardini a Huzhou e un rifugio in campagna a Dongheng, vicino a Deqing",, dove poi vennero sepolti. Poco tempo dopo il matrimonio Guan diede alla nascita due figli e due figlie. A causa dell'alta posizione di Zhao nella gerarchia burocratica Yuan, Guan poteva accompagnarlo nei viaggi per la nazione, un lusso per la maggior parte delle persone, specialmente per le donne, che in condizioni normali non ne avrebbero goduto. In particolare lo accompagnava spesso nei viaggi tra la capitale Dadu e il centro culturale meridionale di Huangzhou. Negli anni del loro matrimonio intrapresero un viaggio di tre anni dalla loro casa a Wuxing fino a Dadu.
Sia Guan che suo marito Zhao "nutrivano una profonda fede per il buddhismo Chán ed ebbero delle amicizie coi monaci, per esempio col loro insegnante Zhongfeng Mingben e con altri residenti nei monasteri sul monte Tianmu, vicino alle loro case a Wuxing e a Deqing nel Zhejiang settentrionale..." Compresi i figli che ebbe Zhao prima del matrimonio con Guan, ebbero complessivamente sei figlie e tre figli.
Guan Daosheng morì nel 1319 all'età di 59 anni dopo una lunga malattia "a bordo d'una barca nello Shandong sulla via di casa"; suo marito chiese il permesso di ritornare a causa della malattia di sua moglie. "Il testo della lettera che informava [un parente] della sua morte e del suo viaggio di ritorno doloroso colla sua bara, noto come "Zuimeng tie" ("Delirio alcolico") ritrae un uomo devastato dalla perdita." Per via di alcuni scritti del marito focalizzati sulla sua avversione al clima della Cina settentrionale, dove loro vissero, si pensa che "una scarsa dieta di tipo settentrionale abbia contribuito alla sua morte... probabilmente il beriberi fu la causa della sua malnutrizione." Si dice che nei tre anni seguenti alla sua morte, Zhao dipinse bambù, uno dei suoi temi favoriti, in suo onore. Oggi "la casa di città e il giardino a Huzhou, Lianhuazhuang, e la sua tomba nella campagna di Dongheng sono stati restaurati" e un piccolo museo è stato costruito in onore di Zhao.

## Carriera artistica e stile pittorico

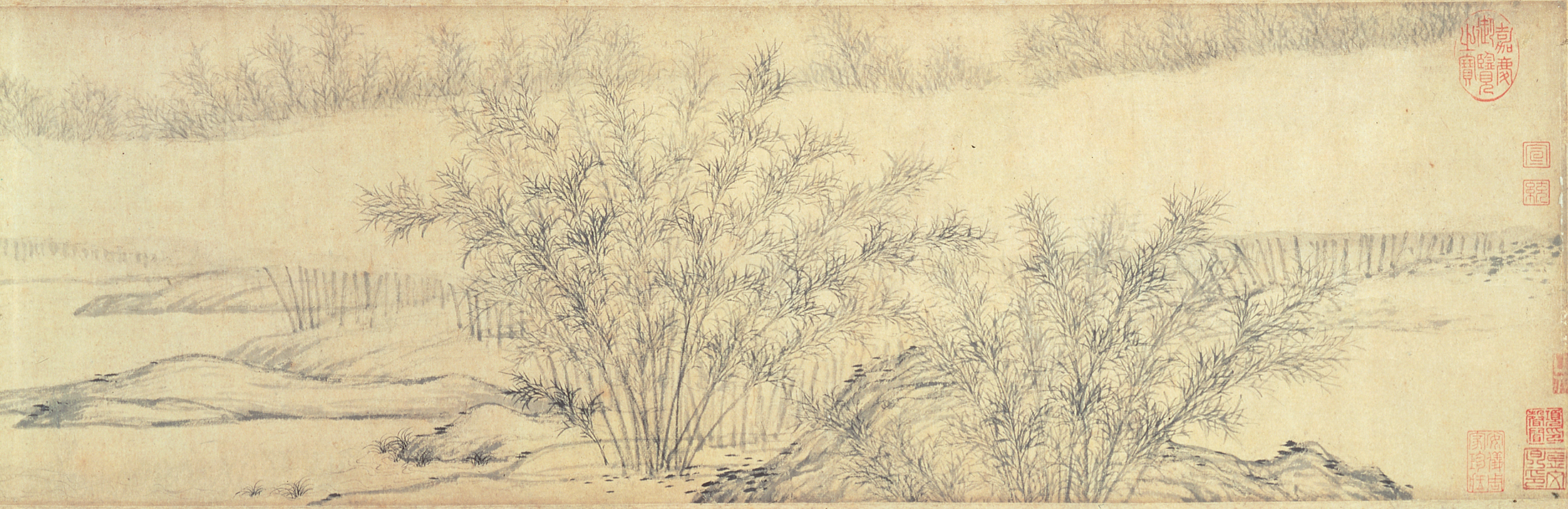
Boschetti di bambù nella nebbia e nella pioggia, 1308

Sembra che Guan sia stata attiva come pittrice dal 1296 e come calligrafa dal 1299. Era talentuosa nella calligrafia e nella pittura di bambù e prugne con inchiostro, con tratti di pennello delicati ed eleganti. Si crede che lei e suo marito dipingessero insieme. Le calligrafie di lei, di suo marito e di uno dei suoi tre figli, Zhao Yong, furono raccolte in un rotolo dall'imperatore Buyantu Khan. Lui commentò asserendo che fosse raro vedere sia un marito, una moglie e un figlio avere talento nella calligrafia. Il sigillo imperiale di Buyantu Khan e della Principessa Sengge Ragi venne applicato a queste opere che divennero parte della raccolta degli archivi imperiali.
La focalizzazione delle opere di Guan sui bambù è atipico per un'artista donna, come lo è il soggetto pensato per essere impregnato di qualità maschili altamente desiderabili, ossia la capacità di piegarsi senza spezzarsi e di essere verde durante tutto l'inverno, simboli d'una compagnia costante. I dipinti di bambù di Guan guadagnarono grandi encomi, specialmente fra i critici che notarono i tratti di pennello forti e maschili che, sempre secondo questi critici, non nascondono il fatto che queste opere siano state eseguite da una donna. Questi elogi portarono Guan nel 1317 ad essere investita del titolo di "Signora del Regno di Wei" dalla corte imperiale nella capitale.
Il maggiore contributo di Guan Daosheng al genere della pittura di bambù fu la sua tendenza a dipingerli come parte d'un paesaggio, al contrario dei rami isolati premuti contro il piano dei dipinto. Come si può notare in Boschetti di bambù nella nebbia e nella pioggia, attribuito a Guan, i bambù sono dipinti come parte d'un boschetto nel quale crescono naturalmente, considerati come soggetti cogli effetti del paesaggio e dell'atmosfera che li circonda. Questo stile seguì la tradizione d'un precedente artista dei primi Yuan di cui non si trova accenno nelle fonti cinesi, ma è chiamatao Tang Zhirui in Giappone, dove i dipinti furono portati dai monaci buddhisti Chan. La tonalità dell'inchiiostro non varia molto in queste opere di Guan e tutto il tema è influenzato dall'atmosfera annebbiata in cui esso è inserito.
Guan Daosheng scrisse delle poesie nei suoi dipinti impiegando uno stile poco usato dalle donne. Nelle sue poesie mostra interesse per il marito e i bambini, ma in modo umoristico. Quando suo marito considerò l'idea di prendere una concubina, gli scrisse una breve poesia asserendo che lui stava soltanto contemplando i fatti dei suoi amici e che lei volesse ancora essere la moglie principale, ed elaborò un'altra breve poesia come replica (Canto di me e te), lasciandola poi in un luogo in cui potesse trovarlo. L'argomento della concubina non sarebbe mai stato risollevato e, dopo la morte di lei, lui non si sposò.
Molte opere di Guan sarebbero state dedicate a donne mecenate d'alto rango. Oltre all'unione con Sanggi Ragi, si sa che Guan dedicò Boschetti di bambù nella nebbia e nella pioggia a una "Signora Chuguo". Guan, destinando le sue opere a persone di sesso femminile, potrebbe aver incentivato l'influenza delle donne nella corte imperiale.

## Lascito
Guan è "una delle poche donne menzionate nei primi studi occidentali di pittura cinese e le sue opere sono state studiate dai moderni studiosi cinesi." Ci sono rimasti pochi dei suoi dipinti ma si crede che un'opera nel Museo nazionale del palazzo di Taipei ha una "plausibile pretesa di autenticità"; questo è un rotolo disteso monocromo dipinto nel 1308 intitolato Cespuglio di bambù nella nebbia e nella pioggia. Molti dei rotoli dipinti di Guan sembrano essere realizzati da donne dello stesso rango sociale - né dai suoi parenti né dalle mogli dei colleghi del marito..."
Nel 2006 le poesie di Guan servirono come fonte d'ispirazione per una serie dipinti dall'artista contemporanea Au Hoi Lam, i quali sono stati esposti alla Biblioteca centrale di Hong Kong in un'esposizione intitolata Quando le parole sono dolci...Dipinti di Au Hoi-lam.